# Samuel Y. Gordon
Samuel Y. Gordon (* 14. September 1861 in Lexington, Scott County, Indiana; † 10. Dezember 1940 in Saint Paul, Minnesota) war ein US-amerikanischer Politiker. Zwischen 1911 und 1913 war er Vizegouverneur des Bundesstaates Minnesota.

## Werdegang
Über die Jugend und Schulausbildung von Samuel Gordon ist nichts überliefert. Bereits seit 1862 lebte er in Minnesota. Später war er im Zeitungsgeschäft tätig. Politisch schloss er sich der Republikanischen Partei an. 13 Jahre lang war er Posthalter in Browns Valley. Dort gehörte er auch dem Gemeinderat und dem Schulausschuss an. In den Jahren 1915 und 1916 war er Abgeordneter im Repräsentantenhaus von Minnesota, wo er in mehreren Ausschüssen saß.
1910 wurde Gordon an der Seite von Adolph Olson Eberhart zum Vizegouverneur von Minnesota gewählt. Dieses Amt bekleidete er zwischen 1911 und 1913. Dabei war er Stellvertreter des Gouverneurs und Vorsitzender des Staatssenats. Im Jahr 1916 war er Ersatzdelegierter zur Republican National Convention. Danach ist er politisch nicht mehr in Erscheinung getreten. Er starb am 10. Dezember 1940 in Saint Paul.